# Marcelis Goverts Gasthuis
Het Marcelis Goverts Gasthuis is een voormalig gasthuis in de stad Leeuwarden in de Nederlandse provincie Friesland.

## Geschiedenis
Het Marcelis Goverts Gasthuis werd in 1658 gesticht door Marcelis Goverts (1583-1660) en zijn echtgenote Mayke Marcus (1585-1664). Het gasthuis aan de Oostergrachtswal werd in 1764 verbouwd. Van het gebouw zijn een laat-barokke ingangspoort, bekroond met wapens van de stichters, en een gevelsteen bewaard gebleven. 

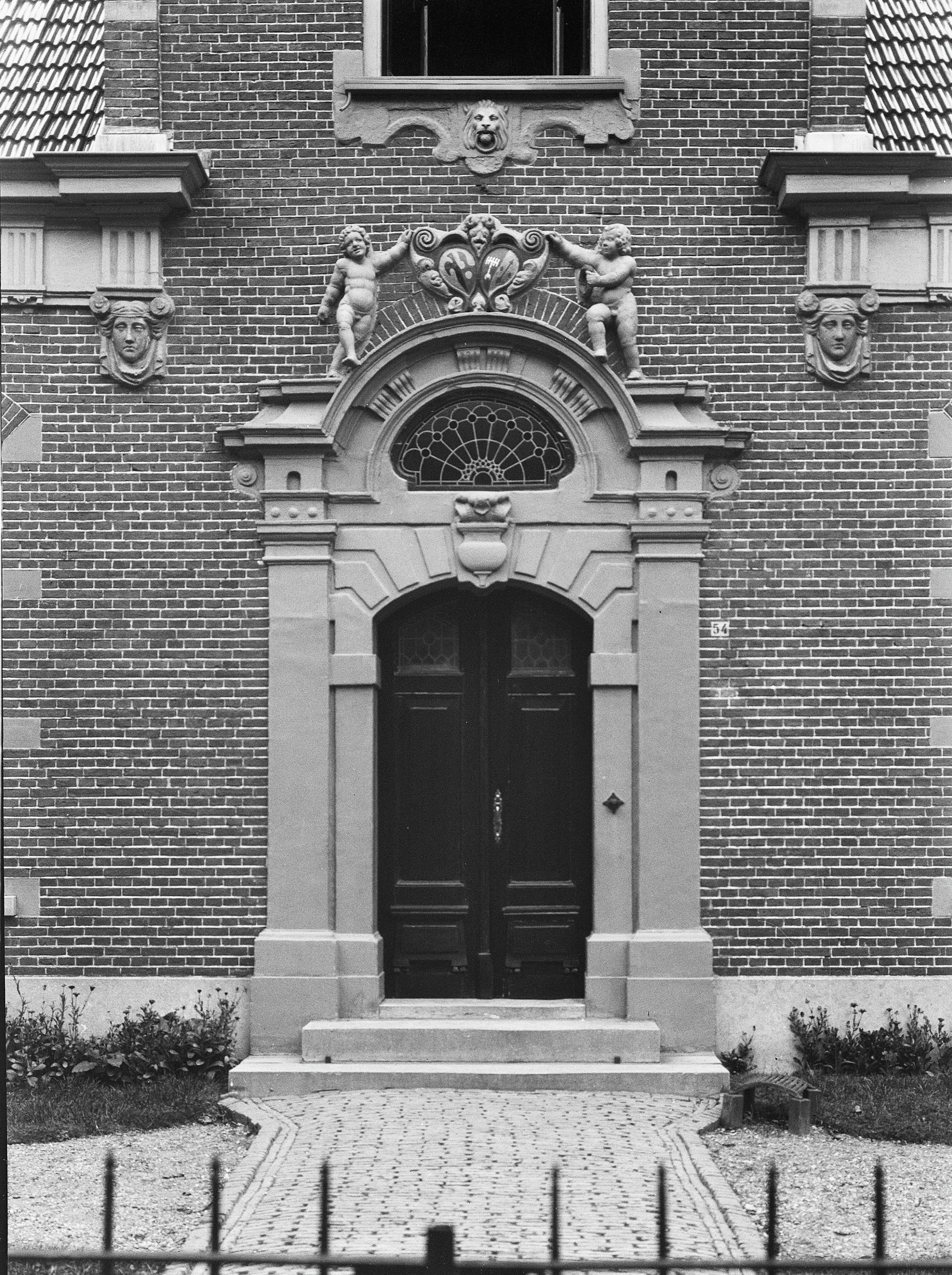
Poortje uit 1764
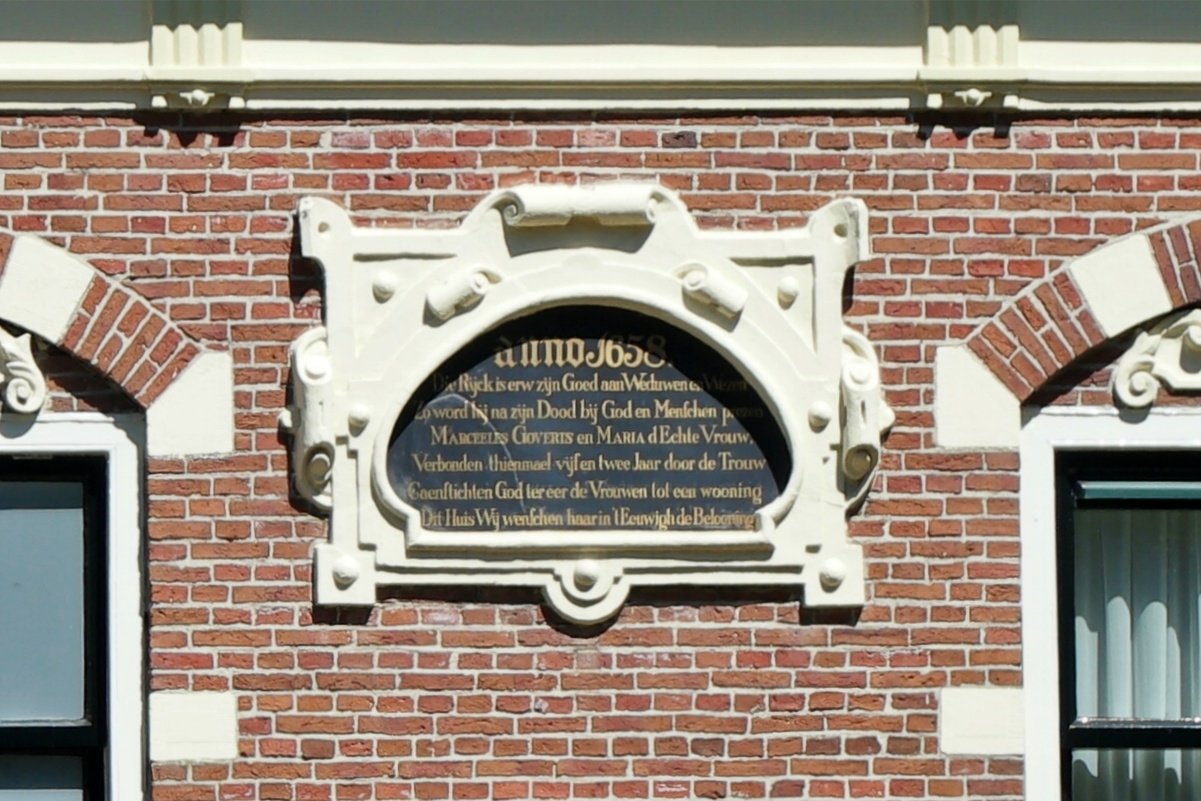
Gevelsteen uit 1658

In 1877 werd naar plannen van Herman Rudolf Stoett aan de Noordersingel een nieuw gasthuis in neorenaissance-stijl gebouwd. Het E-vormige bouwwerk bestaat uit een hoofdgebouw met drie vleugels. Het poortje uit 1764 werd in gewijzigde vorm geplaatst in de middenvleugel. De oorspronkelijke twintig woningen zijn in de jaren zeventig gerenoveerd tot tien appartementen, inclusief de beheerderswoning. Het gasthuis met poort, tuin en hek zijn van algemeen sociaal-historisch, architectuurhistorisch en stedenbouwkundig belang. Het is een rijksmonument.
Het gebouw werd in 2003 gerenoveerd en in gebruik genomen als hospice.